# Приск
Приск из Панијума у Тракији (5. век) био је источноримски (византијски) дипломата, чиновник и историчар.

## Биографија
Подаци о Присковом животопису сачувани су нам углавном у византијском лексикону из 10. века, Суиди (Σουδα). Рођен је вероватно између 410. и 420., а умро је после 472. године, пошто последњи догађај који помиње у својој историји датира из ове године. У Цариграду се школовао за ретора што га је препоручило за државну службу. У друштву извесног Максимина путовао је 449. на двор хунског краља Атиле као члан дипломатског посланства цара Теодосија II, а у каснијим путовањима посетио је и Египат и Италију. За владавине цара Марцијана (450-457) постао је члан свите врховног заповедника коњице (Magister Equitum) Еуфемија.

## Дело
Изгледа да је Приск био и састављач бројних писама и говора, али нам је од његове заоставштине сачувана, само у фрагментима нажалост, његова Историја написана на грчком. Присков историографски спис могао је обухватити период од 433. до 472. године. Учени византијски цар Константин VII Порфирогенит (913-959) сачувао је у изводима дуже фрагменте који се углавном односе се на римско посланство код Атиле у коме је и Приск лично учествовао. Самим тим, тешко је судити о његовом спектру интересовања и вредности као историографа. Сачувани изводи су извор првог реда за историју кратковеког царства које је створио Атила и односе Римљана са варварима средином 5. века. Херодот се изгледа, пре свега у стилском, али и у другим видовима може сматрати Присковим узором, мада понекад следи негативне клишее о варварима, али им се и не предаје у потпуности.

## Утицај
Приск је изгледа био цењен и радо преписиван аутор. Зосим, Јорданес, Јован Малала и Теофан Исповедник били су међу ауторима који су користили и срећом оставили понеку референцу на Прискову изгубљену Историју.
За српску, и уопште историју словенских народа, битно је подвући да Приск међу народима потчињеним Хунима спомиње и племена који справљају медовину и користе чамце моноксиле. Самим тим, Присково дело је најстарији наративни извор који спомиње Словене у Панонији (Атилин двор се изгледа налазио код Токаја (Мађарска) на горњем току реке Тисе).